# 신매역
신매역(Sinmae station, 新梅驛)은 대한민국 대구광역시 수성구 매호동 신매네거리에 있는 대구 도시철도 2호선의 전철역이다. 매호천 하저터널로 고산역과 연결된다. 욱수천 하저터널로 사월역과 연결된다.

## 특징
이 역은 신매교 하저터널을 통해 사월역과, 시지교 하저터널로 고산역과 연결되며, 시지지구의 중심가인 신매네거리에 있어서 이용률이 높다. 5번 출구로 나가면 천주성삼병원이 있으며, 전동차 안내방송에서도 이에 대해 안내한다. 5번 출구에 에스컬레이터가 설치되어 있다.
영남대역이 개업한 후 사월역의 이용률이 대폭 감소하면서, 시지 구간에서 가장 이용률이 높은 역이 됐다.

## 역명의 유래
시지(時至) 지역의 중심부에 위치해 2호선이 개통되기 전에는 시지역이라고 불렀다. "신매동"이라는 지명이 있어서 역명을 정했다. "신매동"은 매호동의 법정동이다.

## 역사
- 2005년 10월 18일 : 대구 도시철도 2호선 개통과 함께 영업 개시
- 2017년 5월 25일 : 스크린도어 설치

## 역 구조
2면 2선의 상대식 승강장이 있는 지하역이다. 곡선 승강장이기 때문에 승강장과 열차 사이의 단차가 있다. 다만 발빠짐 안내방송은 하지 않는다.  스크린도어가 설치되어 있다.

### 승강장
| 고산 ↑ |
| \| 상  |
| ↓ 사월 |

| 상행 | ● 대구 도시철도 2호선 | 반월당·용산·문양 방면 |
| 하행 | ● 대구 도시철도 2호선 | 사월·정평·영남대 방면 |

- 승강장 번호는 없다.
- 대합실을 통해 반대편 승강장으로의 이동이 가능하다.

## 역 주변
| 나가는 곳 | 방면 |
| --------- | --- |
| 1         | 매호중학교 시지초등학교 |
| 2         | 노변동 KT 고산지점 대구농업마이스터고등학교 교통안전공단 수성월드메르디앙 농협 농협중앙회시지지점 |
| 3         | 신매동우체국 고산119안전센터 대구청림초등학교 |
| 4         | 신매동 창신맨션 신화맨션 대백맨션 시지청솔타운 삼주타운 한라타운 협화타운 시지천마타운 농협 농협 신매지점 |
| 5         | 아레나스포츠센터 천주성삼병원 IM뱅크 시지지점 국민은행 시지지점(1.2영업소) 신매지구대 우리투자증권시지지점 우리은행 시지지점 하나은행 시지지점 신한은행 시지지점 동양종합금융증권                                                                                            |
| 6         | 유성랑스빌 갤러리웨딩뷔페 매호시장 기업은행 시지지점 매호동서타운 1.2차 시지2차서한타운 화성파크드림 시지2차태왕하이츠 신용협동조합 농협 고산농협 매호지점 신세계마트 누리공원 삼각공원 효성 백년가약청아파트 고산3동행정복지센터 고산지구대 한일유앤아이아파트 시지누리타운 |
| 7         | 시지하나타운 시지누리타운 시지초등학교 매호공원 매호중학교 시지두레타운 매호효성백년가약 |

## 사진

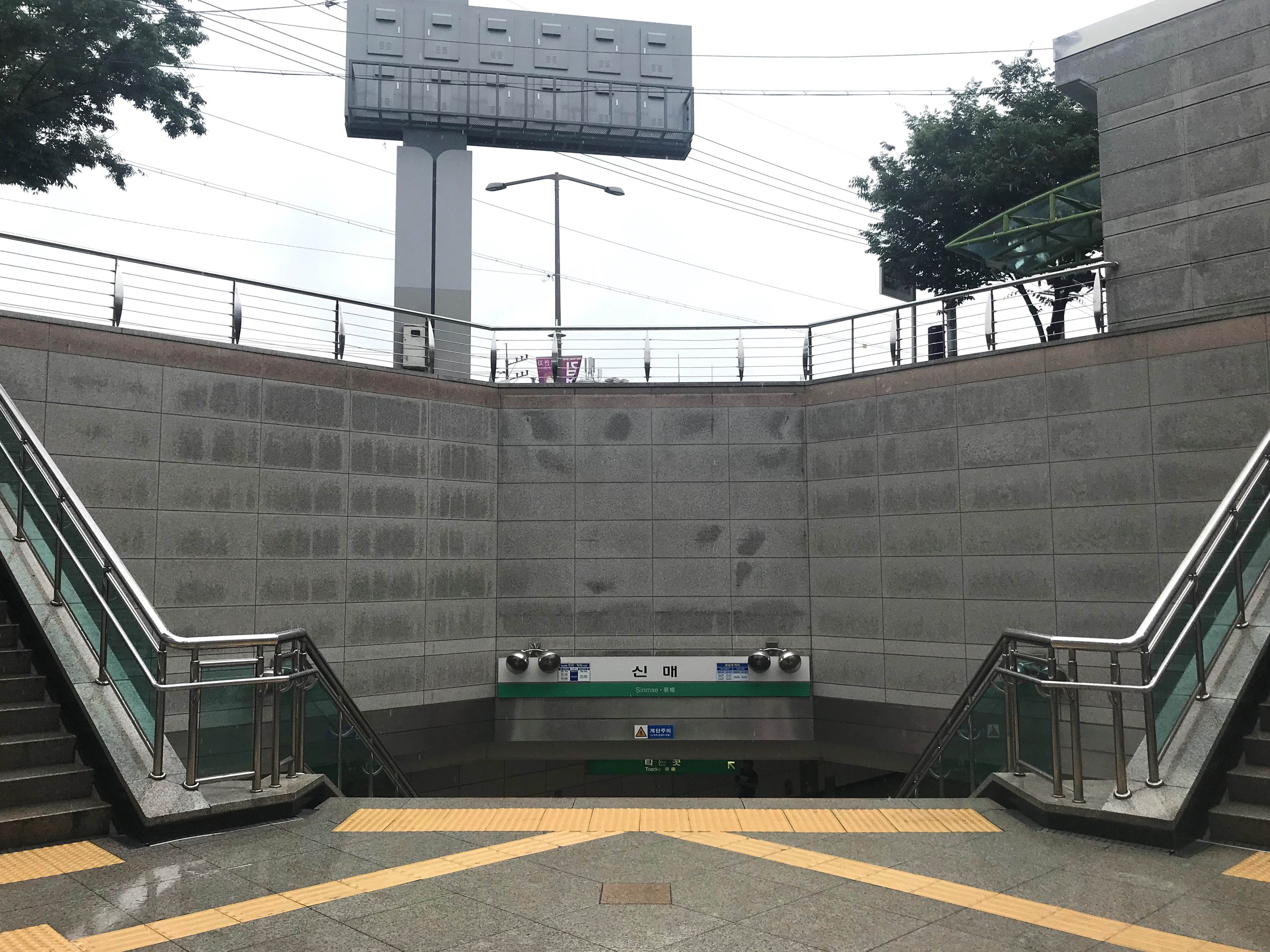
6번 출구의 모습

## 승차량 변동
2호선의 역들 중 여덟 번째로 이용객이 많다.
| 노선  | 승차 인원 | 승차 인원 | 승차 인원 | 승차 인원 | 승차 인원 | 승차 인원 | 승차 인원 | 승차 인원 | 승차 인원 | 승차 인원 | 승차 인원 | 승차 인원 | 승차 인원 | 주석 |
| 노선  | 2005년    | 2006년    | 2007년    | 2008년    | 2009년    | 2010년    | 2011년    | 2012년    | 2013년    | 2014년    | 2015년    | 2016년    | 2017년    | 주석 |
| ----- | --------- | --------- | --------- | --------- | --------- | --------- | --------- | --------- | --------- | --------- | --------- | --------- | --------- | ---- |
| 2호선 | 6,404     | 6,634     | 6,673     | 6,803     | 6,472     | 6,352     | 6,521     | 6,851     | 7,406     | 7,291     | 7,142     | 7,050     |           |      |

## 인접한 역
| 대구 도시철도 2호선 | 대구 도시철도 2호선   | 대구 도시철도 2호선  |
| ------------------- | --------------------- | -------------------- |
| 239 고산 문양 방면  | ● 대구 도시철도 2호선 | 241 사월 영남대 방면 |